# Amanethes
Amanethes är det nionde studioalbumet av det svenska gothic metal-bandet Tiamat. Albumet gavs ut av Nuclear Blast den 18 april 2008. Inspelningen gjordes dels i The Mansion och Cue i Grekland, dels i Studio Mega i Sverige. Albumet producerades av Johan Edlund, bandets sångare och gitarrist, och mixades och mastrades i Woodhouse Studios i Tyskland av Siggi Bemm. Albumdesignen är gjord av Johan Edlund.

## Lålista[1]
1. "The Temple of the Crescent Moon" - 5:33
2. "Equinox of the Gods" - 4:35
3. "Until the Hellhounds Sleep Again" - 4:07
4. "Will They Come?" - 5:13
5. "Lucienne" - 4:41
6. "Summertime Is Gone" - 3:53
7. "Katarraktis Apo Aima" - 2.43
8. "Raining Dead Angels" - 4:18
9. "Misantropolis" - 4:13
10. "Amanitis" - 3:21
11. "Meliae" - 6:11
12. "Via Dolorosa" - 4:06
13. "Circles" - 3:48
14. "Amanes" - 5:29

## Banduppsättning
- Johan Edlund - sång, gitarr
- Thomas Petersson - gitarr
- Anders Iwers - bas
- Lars Sköld - trummor